# Drimea
Drimea (grec antic: Δρυμαία, llatí: Drymaea), també Drimos (grec antic: Δρύμος) era una antiga ciutat de la Fòcida, a la frontera amb la Dòrida; Titus Livi l'inclou a la Dòrida.
Va ser una de les ciutats focídies destruïda per Xerxes l'any 480 aC durant les guerres mèdiques. Segons Pausànias, es trobava a 80 estadis de la ciutat d'Amficlea, però sembla un error, car Drimea es trobaria en realitat només a 35 estadis d'Amficlea. La ciutat tenia un temple dedicat a Demèter, amb una estàtua de la deessa en pedra que la representava dreta, en honor de la qual es feia un festival anyal conegut com les Tesmofòries.
La llegenda diu que el seu nom antic era Nauboleis (Ναυβολεῖς), nom derivat de Nàubol, un heroi focidi, pare d'Ífit, segons diu Homer. Les seves ruïnes són a mig camí entre les actuals Kamáres i Glúnista. Les ruïnes de l'acròpoli, de forma circular, són al cim d'un turó. De la ciutat en parlen, a més de Titus Livi i de Pausànias, Heròdot, Plini el Vell i Esteve de Bizanci.